# Lindenholz
Als Lindenholz wird das Holz verschiedener Arten der Linden (Gattung Tilia) bezeichnet, die als Nutzhölzer verwendet werden. In Europa sind das die Winterlinde, die Sommerlinde und die Holländische Linde. Das Lindenholz war in der Spätgotik das bevorzugte Material für die Bildhauerei und Schnitzerei. Auch heute sind Bildhauerei, Schnitzerei und Drechslerei die Hauptanwendungsgebiete für Lindenholz, da es sich gut in alle Richtungen bearbeiten lässt, doch wird häufiger das Holz der Weymouth-Kiefer verwendet.
Nach DIN 4076 ist „LI“ das Kurzzeichen für Sommer- und Winterlinde.

## Herkunft
Als Lindenholz wird das Holz der Winterlinde (Tilia cordata), der Sommerlinde (Tilia platyphyllos) und der Holländischen Linde (Tilia × europaea), eine Kreuzung der ersten beiden, verwendet. Das natürliche Verbreitungsgebiet der Winterlinde erstreckt sich von Nordeuropa über Mitteleuropa bis nach Osteuropa. Der Ural und das Schwarze Meer bilden die östliche Verbreitungsgrenze. Das natürliche Verbreitungsgebiet der Sommerlinde erstreckt sich über den südlichen Teil von Europa mit dem Kaukasus als östlicher und den deutschen Mittelgebirgen als nördlicher Verbreitungsgrenze. Kultiviert sind beide Arten in ganz Europa zu finden. Als Waldbaum wurde die Linde in Mitteleuropa zugunsten der Buche zurückgedrängt, da man deren Holz als höherwertiges Nutz- und Brennholz ansah.

## Aussehen
Die Linden zählen zu den Reifholzbäumen und haben ein helles Kernholz, das sich farblich nicht vom Splintholz unterscheidet. Das Holz ist hellfarbig, weißlich bis gelblich und hat häufig einen rötlichen oder bräunlichen Einschlag und zeigt einen matten Glanz. Seltener ist es grünlich gestreift oder gefleckt. Die sehr feinen Gefäße sind zerstreutporig und sehr regelmäßig angeordnet. Die Gefäße und die Holzstrahlen sind im Querschnitt nur undeutlich erkennbar. Auf den Radialflächen bilden die Holzstrahlen gut erkennbare bis zu 2 Millimeter hohe Spiegel. Die Jahresringe sind nur schwach abgesetzt. Das Holz der Lindenarten kann weder mikroskopisch noch makroskopisch unterschieden werden.

## Eigenschaften

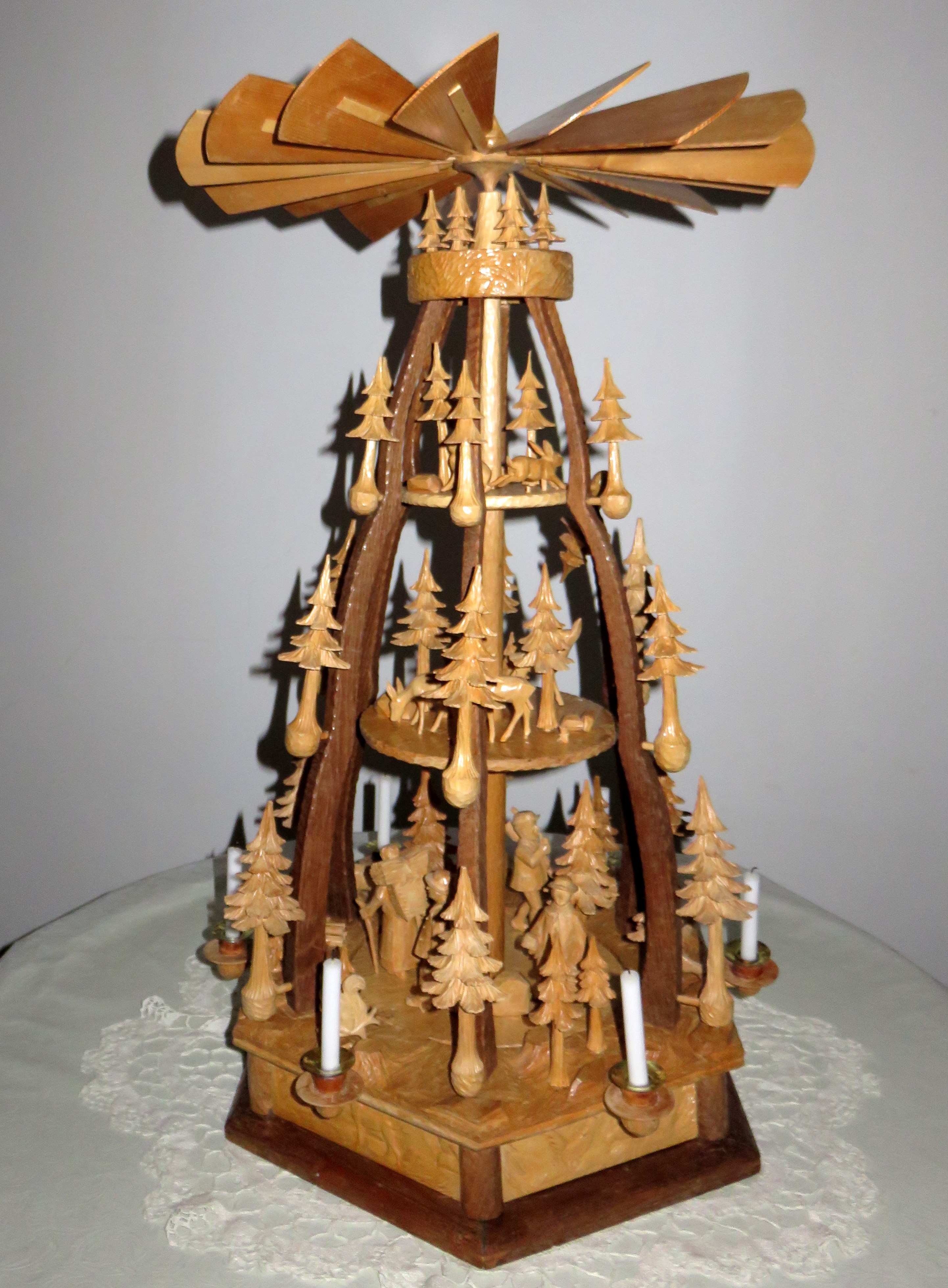
Weihnachtspyramide, Erzgebirge

Zwischen dem Holz der beiden in Mitteleuropa heimischen Lindenarten gibt es keine nennenswerten Unterschiede. Doch wird der Winterlinde ein etwas schwereres, dichteres und härteres Holz nachgesagt. Lindenholz ist weich und mit einer Rohdichte von 530 kg/m3 bei 12 bis 15 % Holzfeuchte ein mittelschweres heimisches Laubholz. Es ist gleichmäßig dicht, zäh, wenig elastisch und wenig fest. Es ist stark schwindend, reißt oder arbeitet aber im getrockneten Zustand kaum. Unter Wasser oder der Witterung ausgesetzt wird es rasch durch Pilze befallen und ist daher nur gering dauerfest.
Lindenholz kann gut bearbeitet werden, es lässt sich mühelos schneiden und hobeln und ist besonders gut geeignet zum Schnitzen und Drechseln. Es ist gut schälbar, messerbar und gut zu biegen. Es kann leicht gespalten werden, aber nicht in glatten Flächen. Verbindungen durch Nägel und Schrauben sind gut haltbar, doch ist die Verleimungsfestigkeit teilweise unbefriedigend. Die Oberflächen lassen sich gut polieren, beizen und einfärben. Die Behandlung mit Lacken ist unproblematisch.
An Sonnenlicht kann das Holz vergilben. In Kontakt mit Eisen bilden sich bei Feuchtigkeit graue Verfärbungen, das Eisen selbst zeigt starke Korrosion. Ansonsten ist das Holz im Allgemeinen chemisch inaktiv.

## Verwendung

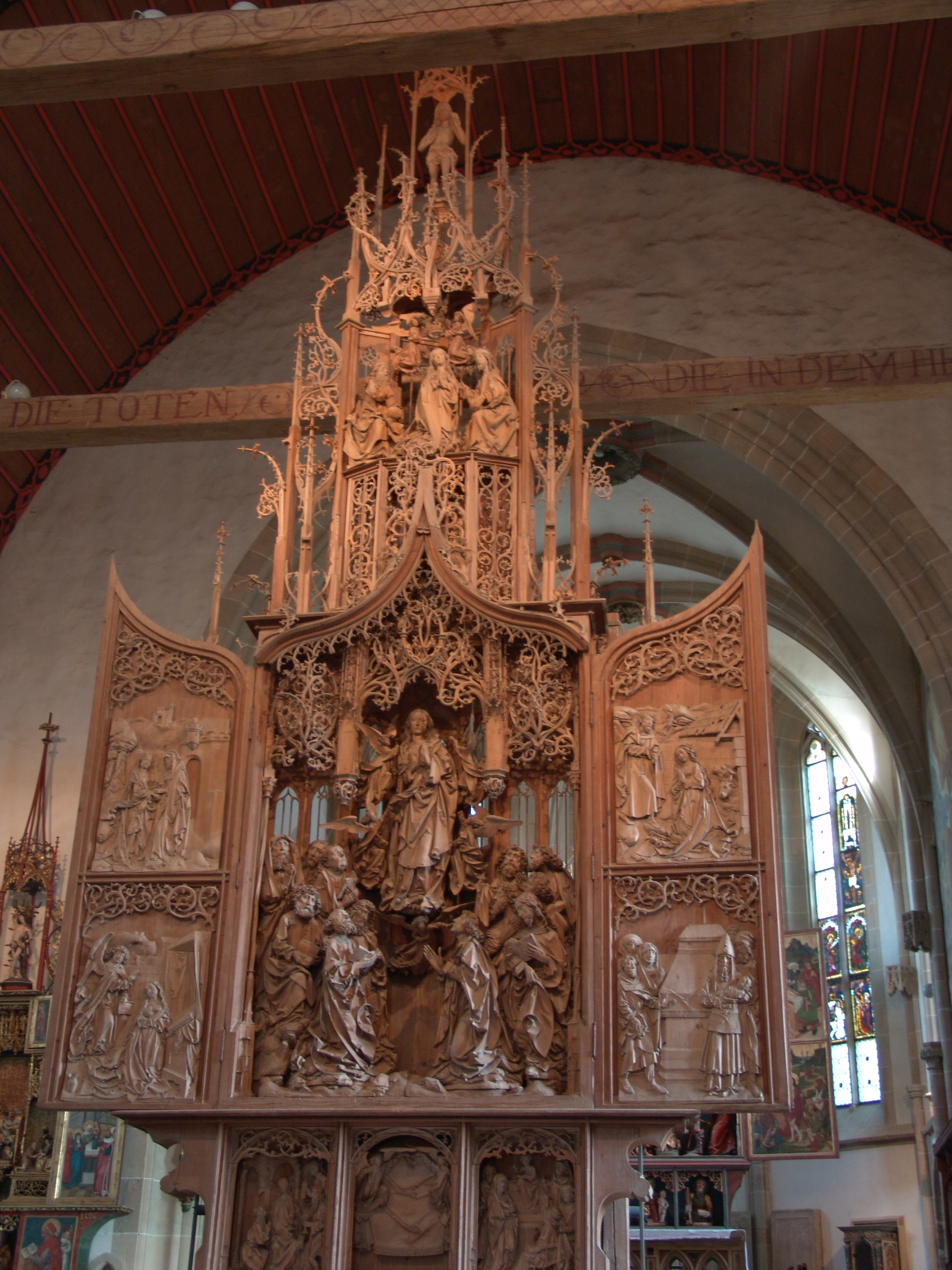
Creglinger Marien-Retabel von Tilman Riemenschneider

Lindenholz wird sowohl als Rund- als auch als Schnittholz verkauft, steht aber nur in kleinen Mengen zur Verfügung. Der Hauptverwendungszweck ist die Bildhauerei, die Schnitzerei und Drechslerei. Viele berühmte Werke deutscher Bildhauer vor allem aus der Spätgotik sind aus Lindenholz hergestellt, darunter Werke von Tilman Riemenschneider oder Veit Stoß oder mehrere Jahrhunderte später Ludwig Schwanthaler. Lindenholz galt daher lange als „lignum sacrum“ (lateinisch für „heiliges Holz“), weil daraus viele Heiligenstatuen geschnitzt wurden. Das zog ihr auch den Unmut protestantischer Geistlicher zu, so sagte der lutherische Prediger Hieronymus Bock über die Linde: „Aus dem Holz macht man die geschnitzten Bilder, die hat man in den Kirchen anstatt der Heiligen verehrt“. Auch die Schwarze Madonna von Tschenstochau ist auf Lindenholz gemalt. Heute wird für Schnitzarbeiten jedoch häufiger das leichter beschaffbare Holz der Weymouth-Kiefer (Pinus strobus) eingesetzt. In Deutschland wird der jährliche Verbrauch an Lindenholz für Schnitzarbeiten auf 3000 bis 5000 m³ geschätzt.
Weiters wird Lindenholz als Blindholz und Absperrfurnier in der Möbelherstellung eingesetzt, es eignet sich auch als Nussbaumimitation. Frontpartien von Kuckucksuhren, Reiß- und Zeichenbretter, Hutformen und Holzköpfe als Modelle für Perückenknüpfer werden häufig aus Lindenholz gefertigt. Es dient zur Herstellung von Gießereimodellen, Spielwaren, Küchengeräten und Holzpantoffeln. Lindenholz wird auch zur Fertigung von Fässern und Behältern für trockene und geruchsempfindliche Waren verwendet, zur Fertigung billiger Bleistiftsorten und von Zündhölzern. Im Musikinstrumentenbau wird es zur Herstellung von Harfen, für die Tastatur von Klavieren sowie für Zungen von Orgelpfeifen verwendet. Auch der Massivholz-Korpus (englisch: Solidbody) von elektrischen Gitarren und Bassgitarren besteht bei einigen Modellen aus Lindenholz (engl.: Basswood).
Aus Lindenholz werden auch Zeichenkohle und Filterkohle hergestellt; früher wurde Kohle aus Lindenholz (Lindenkohle von Tilia europaea) auch zur Erzeugung von Schießpulver, in der Heilkunde bzw. pharmazeutisch als Arzneimittelzutat (Carbo Tiliae) und als Mittel zur Zahnpflege verwendet.

## Nachweise